# Cryptops aelleni
Cryptops aelleni är en mångfotingart som beskrevs av Demange 1963. Cryptops aelleni ingår i släktet Cryptops och familjen Cryptopidae.
Artens utbredningsområde är Guinea. Inga underarter finns listade i Catalogue of Life.